# Cu cu châu Phi
Cu cu châu Phi (danh pháp hai phần: Cuculus gularis) là một loài chim thuộc họ Cu cu (Cuculidae).. Loài này được tìm thấy ở Angola, Bénin, Botswana, Burkina Faso, Cameroon, Cộng hòa Trung Phi, Tchad, Cộng hòa Congo, Cộng hòa Dân chủ Congo, Bờ Biển Ngà, Djibouti, Eritrea, Ethiopia, Gabon, Gambia, Ghana, Guiné-Bissau, Kenya, Liberia, Malawi, Mali, Mauritanie, Mozambique, Namibia, Niger, Nigeria, Rwanda, Sénégal, Sierra Leone, Somalia, Cộng hòa Nam Phi, Sudan, Swaziland, Tanzania, Togo, Uganda, Zambia, và Zimbabwe.
Cu cu châu Phi được nhận dạng như là một loài riêng biệt trên cơ sở tiếng kêu của nó.